# Виробництво кави в Болівії

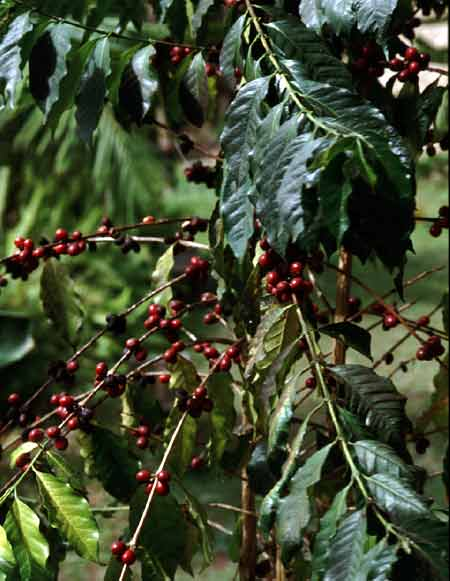
Завод кави в Юнгасі, Болівія.

Виробництво кави в Болівії має давню історію. Кава вирощується на висоті 800-2300 метрів над рівнем моря.

## Історія

### XIX століття
Болівія експортувала не так багато кави, як сусідні країни. Найкращу каву виробляє Юнгас, яка конкурує з Cafe mocha. Департаменти Ла-Пас, Кочабамба, Санта-Крус і Ель-Бені є основними районами виробництва кави; найбільш помітними районами були райони Юнгас, Каупалікам, Еспіріту-Санту та Валле-Гранде. Був час, коли кава Юнгас мала великий попит, особливо в Європі. Ця азіатська рослина настільки добре акліматизується в Юнгасі, що росте спонтанно, оскільки кожне зернятко, яке падає на землю, стає деревом. У 1885 році виробництво кави становило 2 400 000 фунтів на рік. До 1900 року в Ла-Пасі було встановлено машину для обсмажування та помелу кави, яка продавалася в саморобних банках.

### XX століття
Виробництво в 1908 році склало 1 500 000 фунтів. Щорічно експортувалося близько 150 тис. фунтів; більша частина відправляється до Чилі.
Будучи членом ICO з 1968 року, Болівії було дозволено експортувати 170 000 шістдесятикілограмових мішків у 1989 році. Наприкінці 1980-х років близько 25 відсотків експорту кави залишало країну нелегально. Більшу його частину обробляли дрібні фермери в долинах або великі фермери в низинах. Більшість комерційних фермерів були членами Болівійського кавового комітету (Comité Boliviano del Café – Cobolca). Кавова індустрія також отримала технічну допомогу від Болівійського інституту кави (Instituto Boliviano de Café), автономного урядового агентства, створеного в 1965 році для управління фермами та допомоги в боротьбі з хворобами.
Традиційно вживання кави не є поширеним явищем у культурі  Болівії, більшою популярністю користується чай. Тому місцева кава мало відома в світі, але її виробництво все ще є важливою частиною болівійської економіки. Станом на 2014 рік, за даними ФАО, країна виробила 28 000 тонн цього продукту.